# Acer spicatum
Acer spicatum és una espècie de planta amb flors del gènere Acer dins la família de les sapindàcies (Sapindaceae).
És un arbust o un arbret caducifoli que fa fins a 3–8 m d'alt. Creix en sòls humits i ben drenats. La seva saba és una font de sucre i se'n fa xarop d'auró. Els amerindis l'utilitzaven com planta medicinal per les irritacions dels ulls. És una planta mel·lífera.

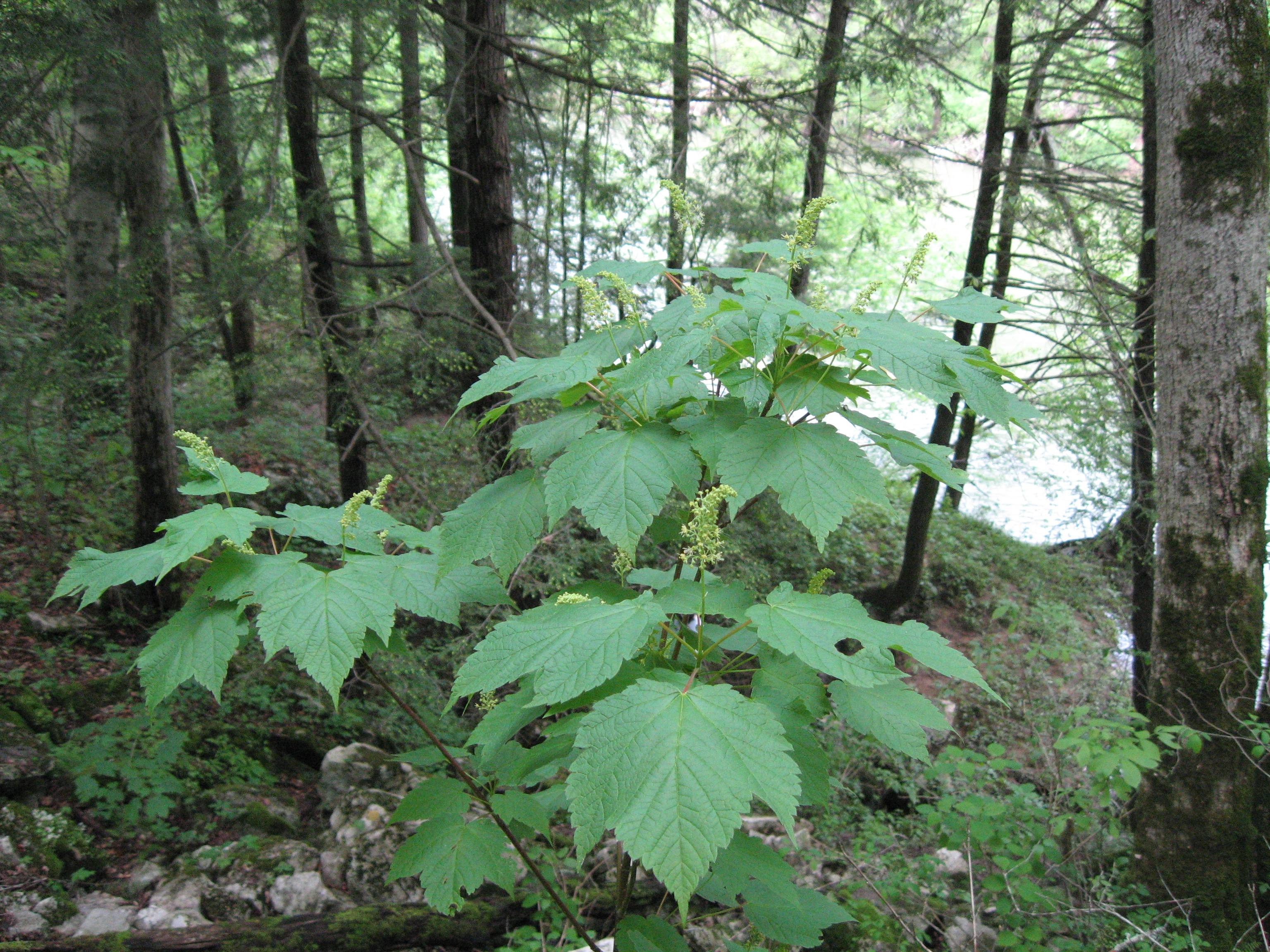
Arbre florit